# Les Déportés du Cambrien
Les Déportés du Cambrien (titre original : Hawksbill Station) est un roman de science-fiction de Robert Silverberg paru en 1968. Il s'agit de la version étendue d'un roman court de même titre paru dans le magazine Galaxy Science Fiction en 1967 et qui a été proposé pour le prix Nebula du meilleur roman court (1967) et ainsi que pour le prix Hugo du meilleur roman court (1968).

## Parutions

### Parutions aux États-Unis
Le roman a été publié pour la première fois aux États-Unis en 1968.

### Parutions en France
Le roman a été publié en 1978 aux éditions Robert Laffont.
Il a encore été publié en 1984 chez J'ai lu, puis dans l'anthologie Chute dans le réel (1996) sous le titre La Prison temporelle.
Il est enfin paru en 2002 aux éditions Le Livre de poche.
Les trois parutions en France ont fait l'objet d'une traduction de Guy Abadia.

### Parution en Allemagne
Le roman a été publié en Allemagne sous le titre Verbannte der Ewigkeit.

### Parution en Grande-Bretagne
Le roman court à l'origine du roman a été publié en Grande-Bretagne dans l'anthologie To the Dark Star (1991).

## Personnages
- Le héros

Jim Barrett commence à militer dès l'âge de 16 ans. Son enthousiasme pour la cause, qui est mitigé au début, augmente au fil des années. Progressivement, il devient ainsi l'un des principaux responsables de son organisation, le Front de Libération Continentale. Toutefois, il ne se départira jamais de son attitude à la fois pragmatique et responsable.
À 38 ans, Barrett est arrêté et détenu pendant 20 mois par la Syndicature. Déporté à Hawksbill Station, il y devient le « chef » officieux des exilés. Le roman commence alors qu'il est exilé au Cambrien depuis vingt ans. C'est un personnage fort. Malgré un accident qui le prive de l'usage d'une jambe, il reste sain d'esprit et continue à se préoccuper de ses compagnons.
- Les déportés
  - Ned Altman : le seul déporté ayant travaillé pour le gouvernement ;
  - Ken Belardi : nihiliste, Norton et lui discutent fréquemment de politique ;
  - Sid Hutchett : au moyen de l'informatique, il fit mal paraître la syndicature ;
  - Don Latimer : physicien de formation, il habite la même cabane que Hahn. Il tente de s'« évader » en recourant à des pouvoirs extra-sensoriels ;
  - Charley Norton : « krouchtchévien » dogmatique aux tendances « trotskysantes » ;
  - Norman Pleyel : pendant longtemps, il milite avec Barrett. Non seulement il est plus âgé que ce dernier, mais il suscite son admiration. Pour Barrett, Pleyel est un être posé, réfléchi. Une fois exilé, Pleyel meurt ;
  - Quesada : à Hawksbill Station, il fait office de médecin et de chirurgien. Ses qualifications : une expérience de travail dans un laboratoire de recherche médicale ;
  - Mel Rudiger : militant anarchiste, il collectionne les trilobites du Cambrien ;
  - Bruce Valdosto : Barrett et lui militent ensemble. À cette époque, son rôle consistait à poser des bombes. À la suite de sa déportation, il devient psychotique.

- Autres personnages
  - Jack Bernstein : activiste revanchard, il se préoccupe peu de morale. Jeune, il est l'ami de Barrett. Aussi, il l'intéresse à la politique. Avec les années, les militants le voient de moins en moins. Puis, la syndicature l'engage comme responsable des interrogatoires. Lorsque Barrett est arrêté, Bernstein l'interroge ;
  - Lew Hahn : en arrivant à Hawksbill Station, il suscite l'étonnement. Il se montre calme et très secret. Bientôt, il est surpris à inspecter le « Marteau » (l'aire d'« arrivée » des déportés). Questionné par Barrett, il révèle l'impensable : la possibilité de regagner le futur ;
  - Edmond Hawksbill : génie des mathématiques. Bien qu'opposé au gouvernement, il s'intéresse surtout aux voyages dans le temps. Grâce à ses calculs, ceux-ci deviennent possibles ;
  - Janet : petite amie de Barrett, elle est arrêtée par la syndicature. Par la suite, Barrett ne la revoit jamais.

## Résumé
En 1984, les États-Unis tombent sous le régime de la « syndicature », qui est tout à la fois capitaliste, centralisatrice et isolationniste (voire xénophobe). Peu après, le physicien et mathématicien Hawksbill découvre les bases théoriques qui vont rendre possible le voyage du présent vers le passé, tout retour étant considéré comme physiquement impossible.
Plus tard, un changement de dirigeant amène un durcissement du régime. Les opposants sont arrêtés et emprisonnés les uns après les autres. Pour se débarrasser des plus encombrants et dangereux d'entre eux, la syndicature établit une station de réception au Cambrien inférieur, « un milliard d'années avant notre ère » (sic). Les uns après les autres, elle y envoie des condamnés qui n'ont aucun espoir de retour. Ainsi est créée Hawksbill Station, à proximité d'une mer de faible profondeur.
Tout y est désolation. Même la composition de l'air et la couleur du ciel sont différents. Seule existe une vie marine rudimentaire. Pour les exilés, l'environnement constitué uniquement de roches nues et glissantes est hostile et inhospitalier. En effet, en cette ère paléozoïque, les végétaux et animaux terrestres ne sont pas encore apparus.
Bien que le futur leur envoie aléatoirement des produits de première nécessité tels que nourriture, outils et médicaments, les déportés doivent lutter pour survivre. Ils aménagent des cabanes et s'occupent à des tâches qui trompent leur ennui et leur donnent un but, telles la construction d'un escalier creusé dans le roc reliant Hawkbill Station à la plage, la pêche, ou encore des expéditions maritimes sur la mer intérieure. Mais comme ils vivent là sans femmes, sans réelle structure sociale, plusieurs détenus se retranchent dans l'évocation obsessionnelle de leurs souvenirs. Certains tombent progressivement dans la dépression et la folie, parfois jusqu'à la mort.
Les déportations se succèdent ainsi pendant vingt-cinq ans. Jusqu'à l'arrivée de Lew Hahn, un homme jeune et énigmatique, qui n'a pas le profil d'un prisonnier politique. Qui est-il réellement ? Un espion ? Pourquoi rédige-t-il une sorte de rapport sur les habitants de la station ? La réponse à ces questions va bouleverser la vie des prisonniers du passé...

## Anecdote
Robert Silverberg positionne Hawksbill Station au Cambrien, « un milliard d'années » avant notre ère. Or le Cambrien, qui est la première des six périodes du Paléozoïque, s'étend en réalité de -542 à environ -488 millions d'années. Un milliard d'années dans le passé correspond en réalité au Tonien, la première période du Néoprotérozoïque. L'auteur commet donc une erreur du simple au double. Peut-être est-elle imputable au fait que ce roman fut écrit, assez rapidement, courant 1967, bien avant que soient fixées de manière fiable la durée des périodes géologiques par la Convention International de Stratigraphie.

## Éditions
- Magazine Galaxie, numéro 59, avril 1969, roman court à l'origine du roman, paru sous le titre La Prison temporelle.
- Robert Silverberg (trad. Guy Abadia), Les Déportés du Cambrien, Robert Laffont, coll. « Ailleurs et Demain », 1978  (ISBN 2-221-00109-5)
- Robert Silverberg (trad. Guy Abadia), Les Déportés du Cambrien, J'ai lu, coll. « Science-Fiction - Texte intégral » no 1650, 1984  (ISBN 2-277-21650-X)
- Robert Silverberg (trad. Guy Abadia), Les Déportés du Cambrien, Le Livre de poche, coll. « Science-fiction », 2002  (ISBN 2-253-07242-7)